# Fartein Valen
Fartein Valen (Stavanger, 25 d'agost de 1887 – Haugesund, 14 de desembre de 1952) fou un compositor noruec. Notable pel seu treball en música atonal polifònica. Va desenvolupar una polifonia similar al contrapunt de Bach, però basada en el treball motívic i la dissonància més que en la progressió harmònica.
Dedicat en els seus anys de joventut a l'estudi de la filologia, que més tard abandonà per a consagrar-se per sencer a la música, fent els seus estudis al Conservatori d'Oslo i a la Reial escola Superior de Berlín.
Valen va viure eclipsat per col·legues més coneguts, però la seva música és un reflex profund de bellesa i silenci. Sovint comparat amb Schönberg i Webern, Valen va passar gran part de la seva vida en reclusió, creant una obra marcada per la seva personalitat fervent però discreta. Valen, conegut per la seva música atonal i expressiva, va desenvolupar un estil únic diferent del dels vienesos, mantenint sempre un control clar sobre la seva obra. Tot i la seva aparent discreció, les seves partitures destaquen per la profunditat i la satisfacció que ofereixen als estudiosos.
Valen va adaptar el contrapunt de Bach per crear un estil propi, basat en l’autonomia melòdica i acords dissonants. «La música de Bach encoratja a pensar de manera nova», va dir Valen. «Amb mi, va inspirar l’atonalisme.».

## Biografia

### Vida primerenca
Valen va néixer a Stavanger, Noruega, el 1887 en una família religiosa profundament cristiana i va mantenir les seves creences religioses durant tota la seva vida. Els seus pares eren missioners, i va passar cinc anys de la seva infantesa a Madagascar. A més de la seva aptitud per a la música, també era poliglota, dominant almenys nou idiomes. Va guanyar l'⁣examen artium amb les notes més altes en totes les assignatures excepte en matemàtiques. Li agradaven els gats, la natura i la literatura, cultivava roses (fins i tot va desenvolupar una varietat híbrida guardonada) i, després de perdre-les en una devastadora onada de fred, va començar a cultivar cactus.

### Carrera musical
El 1906, Valen es va traslladar a Kristiania (l'actual Oslo) per estudiar literatura i llengua noruega, però també va prendre classes amb Catharinus Elling (1858–1942) al Conservatori de Música d'Oslo, on es va graduar en orgue. El 1909 es va traslladar a Berlín per estudiar piano, teoria i composició a l'Acadèmia de Música amb (entre d'altres) Max Bruch.
El 1916, va tornar a Noruega i es va establir a la finca familiar amb la seva mare i la seva germana a Sunnhordland, on va començar la fase més productiva de la seva carrera, produint estudis de piano, tot i que continua perfeccionant el seu propi contrapunt dissonant. El contrapunt té similituds amb el de JS Bach i Arnold Schönberg, encara que les proves revelen que es van desenvolupar de manera independent.
Després de la mort de la seva mare, Valen viatjà a Roma i París durant els anys 20, on va obtenir molta inspiració de la riquesa artística i arquitectònica de les ciutats. La seva obra es va tornar més controvertida entre molts crítics conservadors, cosa que va causar la seva decepció. El 1924 va tornar a Oslo, i del 1927 al 1936 va treballar com a arxiver musical a la Universitat d'Oslo. El 1935, el govern li va concedir una beca semi-permanent per a compositors. Va deixar l'ensenyament, es va traslladar de nou a Sunnhordland, on va quedar al càrrec de la seva germana, i va començar a compondre a temps complet.
A partir de 1948, la seva obra va començar a tenir un major reconeixement, tant dins de Noruega com a fora. Entre d'altres, el pianista Glenn Gould es va convertir en un gran admirador de Valen i va escriure en una carta a Jane Fiedman de CBS Records en el moment de la seva gravació de la Sonata per a piano núm. 2, "Realment sento, per primera vegada en molts anys, que m'he trobat amb una figura important de la música del segle XX".
Valen no es va casar mai. Va morir el 1952 a Haugesund.

## Composicions musicals
- Simfonies
  - Simfonia núm. 1, Op. 30 (1937–39)
  - Simfonia núm. 2, Op. 40 (1941–44)
  - Simfonia núm. 3, Op. 41 (1944–46)
  - Simfonia núm. 4, Op. 43 (1947–49)
- Obres orquestrals
  - Pastorale, Op. 11 (1929–30)
  - Sonetto di Michelangelo, Op. 17 núm. 1 (1932)
  - Cantico di ringraziamento, Op. 17 núm. 2 (1932–33)
  - Nenia sulla morte d'un giovan, Op. 18 núm. 1 (1932)
  - An die Hoffnung, Op. 18 núm. 2 (1933)
  - Epithalamion, Op. 19 (1933)
  - Le Cimetière marin, Op. 20 (1933–34)
  - La Isla de las calmas, Op. 21 (1934)
  - Ode til ensomheten (Oda a la solitud), Op. 35 (1939)
  - Concert per a violí, Op. 37 (1940)
  - Concert per a piano, Op. 44 (1949–50)
- Obres de cambra
  - Quartet de corda núm. 0 (sense número d'opus)
  - Sonata per a violí, Op. 3 (1917)
  - Trio per a violí, violoncel i piano, Op. 5 (1917–24)
  - Quartet de corda núm. 1, Op. 10 (1928–29)
  - Quartet de corda núm. 2, Op. 13 (1930–31)
  - Serenata per a quintet de vent, Op. 42 (1946–47)

- Obres per a piano
  - Legende, Op. 1 (1907–08)
  - Sonata per a piano núm. 1, Op. 2 (1912)
  - 4 Stücke, Op. 22 (1934–35)
  - Variacions, Op. 23 (1935–36)
  - Gavotte i Musette, Op. 24 (1936)
  - Preludi i Fuga, Op. 28 (1937)
  - Dos preludis per a piano, Op. 29 (1937)
  - Intermezzo, Op. 36 (1939–40)
  - Sonata per a piano núm. 2, Op. 38 (1940–41)

- Obres per a orgue
  - Preludi i Fuga, Op. 33 (1939)
  - Pastoral, Op. 34 (1939)

- Obres corals
  - Psalm 121, Op. 2 (1911)
  - Hvad est du dog skiøn, motet per a cor mixt a cappella, Op. 12 (1930)
  - Dos motets per a veus femenines a cappella (Quomodo sedet sola civitas i Regina coeli laetare), Op. 14 (1931)
  - Dos motets per a cor masculí a cappella (O Salutaris Hostia i Quia vidisti me), Op. 15 (1931)
  - Dos motets per a cor mixt a cappella (Etdices in die illa i Deus noster refugium et virtus), Op. 16 (1931–32)
  - Kom regn fra det høie, motet per a veus femenines a cappella, Op. 25 (1936)
  - O store Konge, Davids Søn, motet per a cor masculí a cappella, Op. 26 (1936–37)
  - Vaagn op, min Sjæl, motet per a cor mixt a cappella, Op. 27 (1937)

- Cançons orquestrals
  - Ave Maria, Op. 4 (1917–21)
  - Mignon: Zwei Gedichte von Goethe, Op. 7 (1925–27)
  - Zwei Chinesische Gedichte, Op. 8 (1925–27)
  - Darest Thou now, o Soul, Op. 9 (1920–28)
  - La noche oscura del alma, Op. 32 (1939)

- Cançons per a piano i veu
  - Drei Gedichte von Goethe, Op. 6 (1925–27)
  - Zwei Lieder, per a soprano i piano, Op. 31 (1939)
  - Zwei Lieder, per a soprano i piano, Op. 39 (1941)